# Hexatoma wilsonii
Hexatoma wilsonii är en tvåvingeart som först beskrevs av Osten Sacken 1869.  Hexatoma wilsonii ingår i släktet Hexatoma och familjen småharkrankar. Inga underarter finns listade i Catalogue of Life.